# DVBBS
DVBBS (vyslovuje se jako „dabs“) je kanadské hudební duo vytvořené v roce 2012 složené z bratrů Chrise Chroniclese (rozený Christopher van den Hoef, 1. ledna 1990) a Alexe Andrese (rozený Alexandre van den Hoef, 17. října 1991). Nejvíce jsou známi pro jejich společný mezinárodní hit s Borgeous s názvem „Tsunami“. Vokální remix „Tsunami“ nazvaný „Tsunami (Jump)“ uveden společně s Tinie Tempah dosáhl první místo v žebříčcích ve Spojeném království. Jsou známí svými tvrdými beaty a téměř každý rok se objeví na nějakém českém festivalu. V roce 2016 to byl festival Mácháč a v roce 2015 to byl Magnetic Festival. V roce 2016 vydali již druhé EP Beautiful Disasters.. Pro rok 2017 mají nachystané další EP, který nese název Blood of My Blood. Toto EP vyšlo 22. října a obsahuje celkem 10 skladeb mezi kterými můžeme najít kolaborace například s GTA, nebo také s NERVO. Pro rok 2019 chystají své debutové album, ve kterém by se měly objevit navazující skladby k jejich největším hitům a to zejména u Tsunami (part III.) a u Gold Skies (part II.)

## Diskografie

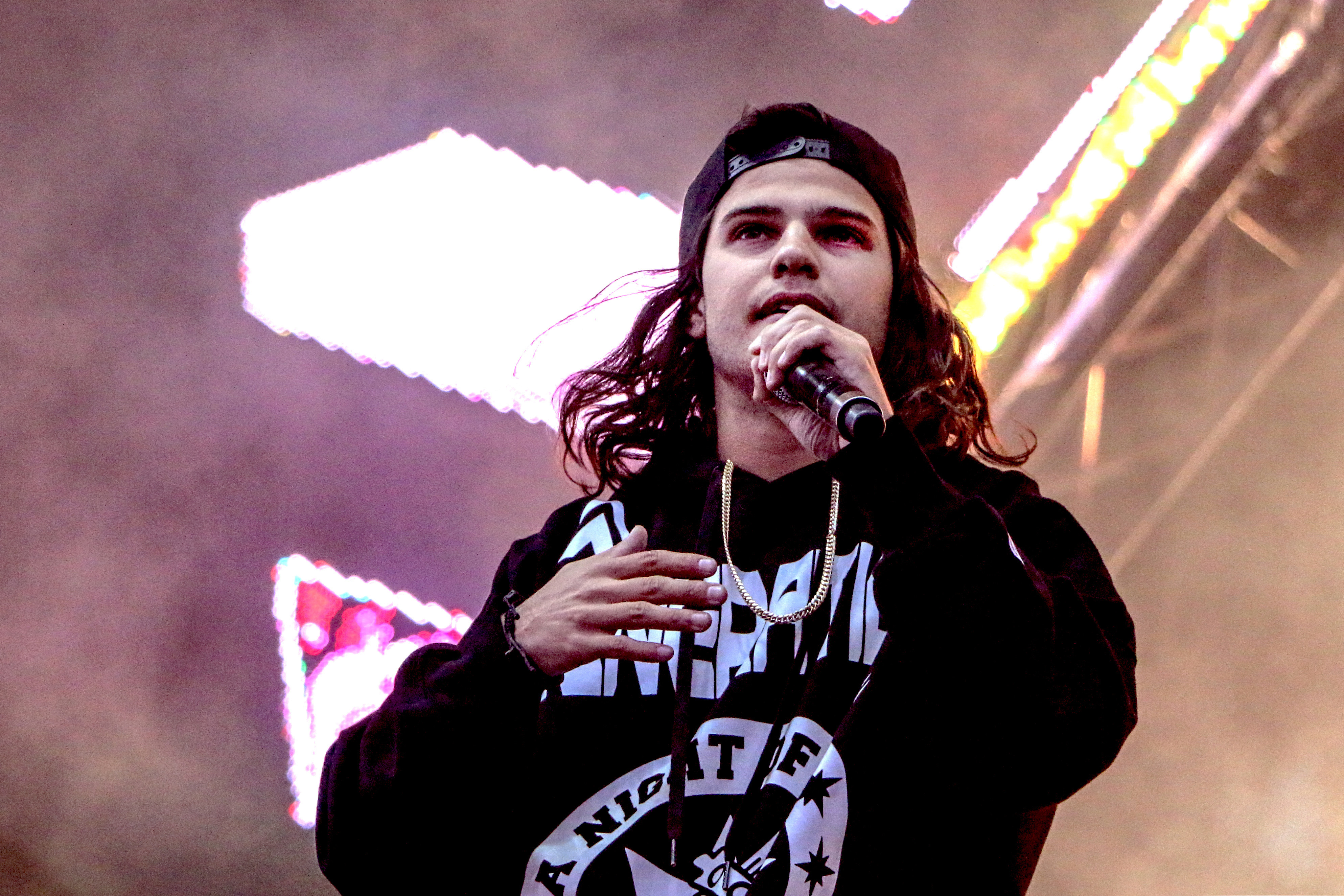
Alexandre @ VELD 2016

### INITIO (EP)
- Dance Bitch
- DRVGS
- Come Alive

### 2013
- Tsunami (w/ Borgeous)
- Stampede(w/ Borgeous vs. Dimitri Vegas & Like Mike)
- We Are Electric (w/ Simon Wilcox)
- We Know (w/ Swanky Tunes & Eitro)

### 2014
- We Were Young
- This Is Dirty (w/ MOTi)
- Raveology (w/ VINAI)
- Immortal (w/ Tony Junior)
- Gold Skies (w/ Martin Garrix & Sander Van Doorn)
- Pyramids (w/ Dropgun & Sanjin)

### 2015
- Never Leave
- Raveheart
- Voodoo (w/ Jay Hardway)
- Always
- White Clouds
- Telephone (w/ Mike Hawkins)

### 2016
- Angel (w/ Dante Leon)
- La La Land (w/ Shaun Frank feat. Delaney Jane)

- Switch (w/ MOTi)

### BEAUTIFUL DISASTER (EP)
- 24K
- Not Going Home (w/ CMC$ ft. Gia Koka)
- Moonrock (w/ Juicy J)
- Wicked Ways (w/ Stella Rio)
- Doja (No Lie) (w/ Ramriddlz)
- Ur On My Mind

### 2017
- Pass That (w/ Riggi & Piros)
- Drop It (w/ Ido B & Zooki)
- Without U ft. Steve Aoki & 2 Chainz

### BLOOD OF MY BLOOD (EP)
- Parallel Lines (w/ CMC$ & Happy Sometimes)
- Cozee (w/ Cisco Adler)
- You Found Me (w/ Belly)
- Fiya Blaza (w/ GTA & Chris Marshall)
- Make It Last(w/ NERVO)
- Good Time (w/ 24hrs)
- Catch
- Know Love (w/ Jasmine Thompson)
- Sundown (Interlude)
- Heavy on My Heart (w/ Buzz)

### 2018
- I Love It (w/ Cheat Codes)
- IDWK (w/ Blackbear)
- Listen Closely (w/ Safe)

### 2019
- Somebody Like You (w/ Saro)
- GOMF (w/ Bridge)